# Moodle
 Denne artikel omhandler overvejende eller alene danske forhold. Hjælp gerne med at gøre artiklen mere almen.
Moodle (Modular Object-Oriented Dynamic Learning Environment) er et open source-Learning Management System (forkortet LMS), der understøtter socialkonstruktivistisk læring, udviklet i Australien og bruges som alternativ til Blackboard og andre licensbetalte systemer til læringsdistribution.

## Pædagogik
Moodle er baseret på en typisk amerikansk/australsk pædagogik, som lægger op til mange tests. Dette står lidt i kontrast til den danske måde at køre undervisning, som er langt mere dialogbaseret. Moodle skal derfor ofte tilpasses lidt førend det passer helt ind i danske sammenhænge.